# بيوليز
بيوليز Bewley's شركة أيرلندية للمشروبات الساخنة. مقرها في دبلن.
تأسست عام 1840. وتختص بمنتجات الشاي والقهوة والمخبوزات وإدارة المقاهي التابعة لها.
تدير سلسلة من المقاهي في أيرلندا والمملكة المتحدة والولايات المتحدة في منطقة بوسطن، تحت اسم ريبيكاز كافي وفي كاليفورنيا تحت اسم جافا سيتي.